# Presidentvalet i Kongo-Kinshasa 2006
Presidentvalet i Kongo-Kinshasa 2006 hölls 30 juli.
Trettiotre personer registrerades som presidentkandidater: 
| - Joseph Kabila, (oberoende), fick 44,81 % av rösterna - Jean-Pierre Bemba Gombo, Kongos befrielserörelse (MLC), 20,03 % - Antoine Gizenga (PALU), 13,06 % - Nzanga Mobutu (UDEMO), 4,77 % - Oscar Kashala Lukumuenda (UREC), 3,46 % - Azarias Ruberwa Manywa RCG-G, 1,69 % - Pierre Pay-Pay wa Syakasighe (DCF-COFEDEC), 1,58 % - Vincent de Paul Lunda-Bululu (RSF), 1,40 % - Joseph Olengankoy Mukundji (FONUS), 0,60 % - Pierre Anatole Matusila Malungeni Ne Kongo (oberoende), 0,59 % - Antipas Mbusa Nyamuisi (Forces du Renouveau), 0,57 % - Eugène Diomi Ndongala Nzomambu, Fronten för demokratins överlevnad i Kongo, 0,51% | - Banyingela Kasonga (APE) - Alou Bonioma Kalokola (oberoende) - Bernard Emmanuel Kabatu Suila (USL) - Gérard Kamanda wa Kamanda (FCN) - Norbert Likulia Bolongo (oberoende) - Roger Lumbala (RCDN) - Guy-Patrice Lumumba (oberoende) - Jean Marinaque (oberoende) - Christophe Mboso N'Kodia Pwanga (CRD) - Alafuele Mbuyi Kalala (RNS) - Florentin Mokonda Bonza (CDC) - Timothée Moleka Nzulama (UPPA) - Justine Mpoyo Kasa-Vubu (MD) - Jonas Mukamba Kadiata Nzemba (ADECO) - Paul Joseph Mukungubila Mutombo (oberoende) - Osée Muyima Ndjoko (R2D) - Arthur Z'ahidi Ngoma (Camp de la Patrie) - Jacob Niemba Souga (CPC) - Marie-Thérèse Nlandu Mpolo Nene (CONGO-PAX) - Wivine N'Landu Kavidi (UDR) - Cathérine Marthe Nzuzi wa Mbombo (MPR/Fait privé) - Hassan Thassinda Uba Thassinda (CAD) |